# Chi’an (köpinghuvudort i Kina, Jiangxi Sheng, lat 28,69, long 115,37)
Chi'an är en köpinghuvudort i Kina. Den ligger i provinsen Jiangxi, i den sydöstra delen av landet, omkring 50 kilometer väster om provinshuvudstaden Nanchang. Antalet invånare är 35 064. Befolkningen består av 16 937 kvinnor och 18 127 män. Barn under 15 år utgör 24,0 %, vuxna 15-64 år 68 %, och äldre över 65 år 7,0 %.
Runt Chi'an är det ganska tätbefolkat, med 214 invånare per kvadratkilometer. Chi'an är det största samhället i trakten. Trakten runt Chi'an består till största delen av jordbruksmark.
Genomsnittlig årsnederbörd är 2 159 millimeter. Den regnigaste månaden är juni, med i genomsnitt 337 mm nederbörd, och den torraste är oktober, med 44 mm nederbörd.